# Hart van Brabantloop
De Hart van Brabantloop was een loopwedstrijd van ongeveer 105 kilometer, die in 1984 voor het eerst gehouden werd. Aanleiding daarvoor was het 55-jarig bestaan van Stichting Studenten Sport Organisatie Pendragon. De Hart van Brabantloop wordt georganiseerd door de "Hart van Brabantloopcommissie", onder toezicht van studentensportraad Pendragon van Tilburg University (TiU). 
Het parcours bestond uit vijftien etappes, onderverdeeld in tien heren- en vijf damesonderdelen. Verschillende lopers legden de afstanden in estafette afleggen. De start was op de campus van TiU. Daarna ging de estaffeteloop door elf Noord-Brabantse gemeenten. Op het einde werden alle individuele tijden opgeteld tot de eindtijd per team. De loop stond open voor zowel wedstrijd- als recreatielopers. In de loop der tijd was het evenement uitgegroeid tot meer dan 1500 deelnemers.
De laatste editie was in september 2015. In 2016 werd de wedstrijd afgelast omdat de veiligheid van de deelnemers niet gegarandeerd kon worden.

## Etappeoverzicht
| Nr | Heren / Dames | Afstand | Extra            |
| -- | ------------- | ------- | ---------------- |
| 1  | dames         | 4,3 km  |                  |
| 2  | heren         | 7,4 km  |                  |
| 3  | heren         | 5,6 km  |                  |
| 4  | dames         | 3,0 km  |                  |
| 5  | heren         | 6,4 km  |                  |
| 6  | heren         | 11,7 km | 1,6 km onverhard |
| 7  | heren         | 8,8 km  | 1,3 km onverhard |
| 8  | heren         | 12,1 km |                  |
| 9  | dames         | 6,1 km  | 3,0 km onverhard |
| 10 | heren         | 8,7 km  |                  |
| 11 | heren         | 7,7 km  | 1,3 km onverhard |
| 12 | dames         | 5,5 km  | 1,6 km onverhard |
| 13 | heren         | 8,2 km  | 1,4 km onverhard |
| 14 | dames         | 5,0 km  | 0,7 km onverhard |
| 15 | heren         | 5,0 km  | 0,7 km onverhard |